# Nils-Gustav Hahl
Nils-Gustav Hahl, född 7 augusti 1904 i Helsingfors, död 3 september 1941 i Bromarv, var en finlandssvensk konstkritiker. Han var bror till keramikern Marita Lybeck.
Han skrev artiklar för finska och svenska tidningar från 1928. År 1935 grundade Hahl inredningsfirman Artek tillsammans med arkitekterna Aino och Alvar Aalto och konstmecenaten Maire Gullichsen. Han var också chef för Artek fram till sin död.
Under finska fortsättningskriget var Hahl sjukvårdsunderofficer vid Hangöfronten. Han försvann 3 september 1941 och hans lik hittades i december.